# Golden, Illinois
Golden là một làng thuộc quận Adams, tiểu bang Illinois, Hoa Kỳ. Năm 2010, dân số của làng này là 644 người.

## Dân số
Dân số qua các năm:
- Năm 2000: 629 người.
- Năm 2010: 644 người.